# Anfel Arabi
Pour les articles homonymes, voir Arabi.
Anfel Arabi, née en 2002, est une kayakiste algérienne.

## Carrière
Anfel Arabi obtient la médaille d'or en K2 200 mètres avec Aya Ferfad, la médaille d'argent en K1 200 mètres ainsi qu'en K2 500 mètres avec Aya Ferfad ainsi que la médaille d'argent en K2 200 mètres mixte avec Ryad Bentouati aux Championnats d'Afrique de course en ligne de canoë-kayak 2023 à Abuja, qui sont qualificatifs pour les Jeux olympiques d'été de 2024 à Paris,.